# پهن‌نوک نواردار
پهن‌نوک نواردار (نام علمی: Eurylaimus javanicus) نام یک گونه از تیره پهن‌نوکان است.